# Цао Кунь

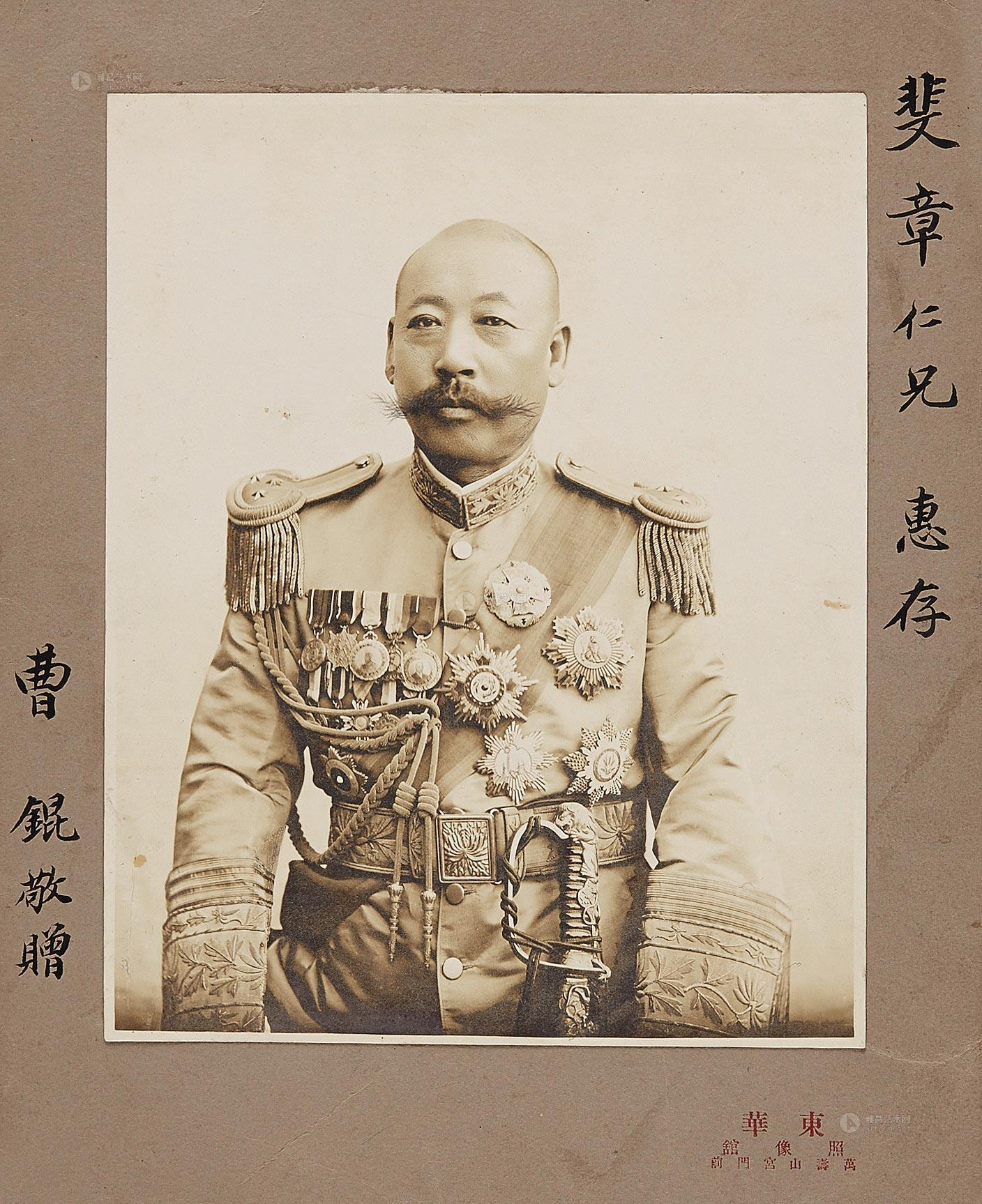
Цао Кунь

Цао Кунь (кит. трад. 曹錕, упр. 曹锟, пиньинь Cáo Kūn, Уэйд — Джайлз: Ts’ao K’un; Уважительное имя: Zhongshan (仲珊)) (12 декабря 1862, Тяньцзинь, Чжили — 15 мая 1938, Тяньцзинь) — глава Чжилийской клики в Бэйянской армии и Президент Китайской республики.

## Начало карьеры
Цао родился в бедной семье в Тяньцзине. Во время войны с Японией в 1894 году он поступил в армию и отправился воевать в Корею. После окончания боев примкнул к Юань Шикаю, чтобы пройти подготовку в Новой армии (также известной как Бэйянская армия). Став любимцем Юань Шикая, Цао быстро продвигался по службе.
Получив звание генерала Бэйянской армии, Цао Кунь после смерти Фэн Гочжана возглавили Чжилийскую клику. Во время выборов 1918 года Дуань Цижуй пообещал ему должность вице-президента, но из данной затеи ничего не вышло, так как большинство Национальной ассамблеи покинуло заседание, тем самым лишив его кворума. Цао Кунь решил, что Дуань Цижуй предал его и разгромил его в битве в 1920 году. Он заставил отказаться от власти Сюй Шичана и Ли Юаньхуна и стал президентом Китайской республики. Его правление в Пекине продолжалось чуть больше года.

## «Президент-взяточник»
Цао Кунь добился президентского кресла, подкупив членов ассамблеи — каждый из них получил по 5 000 серебряных долларов. Благодаря этому авторитет Бэйянского правительства и ассамблеи сильно пошатнулся. Следующие выборы не состоялись из-за отсутствия кворума. Кроме того, в самой Чжилийской клике начались трения.
В 1923 году Цао Кунь ввёл новую конституцию. В ней были провозглашены демократические ценности, но фактически конституцию никто не соблюдал.
В октябре 1924 года во время войны против Чжан Цзолиня генерал Фэн Юйсян предал Цао Куня и заключил его под стражу. Результатом этого стал Пекинский переворот. Оккупировав Пекин, Фэн вынудил Цао Куня отказаться от власти. Брат президента Цао Жуи был посажен под домашний арест и покончил с собой. Цао Кунь был выпущен на свободу через два года — приказ о его освобождении стал жестом доброй воли Фэна по отношению к У Пэйфу.
Цао Кунь умер в своём доме в Тяньцзине в мае 1938 года.